# (73703) Billings
Billings (asteroide n.º 73703) es un asteroide de la cinturón principal, a 2,9358554 UA. Posee una excentricidad de 0,0466208 y un período orbital de 1 973,79 días (5,41 años).
Billings tiene una velocidad orbital media de 16,97298675 km/s y una inclinación de 10,67903º.
Este asteroide fue descubierto en 6 de octubre de 1991 por Andrew Lowe.